# 加强葡萄酒

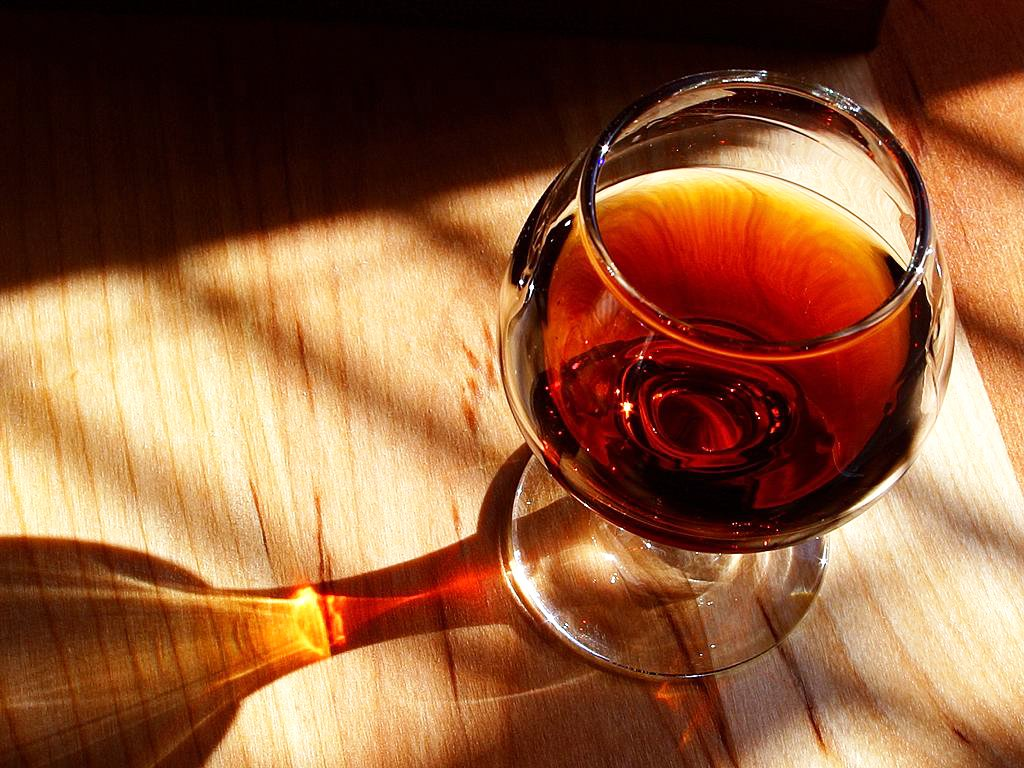
一杯波特酒

加强葡萄酒（英語：Fortified Wine），又稱強化葡萄酒、加度葡萄酒、加烈酒，是一种發酵途中加入蒸馏酒（通常是白兰地）的葡萄酒。加强葡萄酒与使用葡萄酒蒸馏的烈酒不同之处在于，烈酒都是通过蒸馏生产的，而加强葡萄酒只是简单的将烈酒添加到葡萄酒中。有许多不同风格的加强葡萄酒如：波特酒、威末酒、雪利酒、玛萨拉酒、马德拉酒、马拉加酒、杜本内酒以及卡曼达蕾雅酒等。